# Gehren
Gehren är en ortsteil i staden Ilmenau i Ilm-Kreis i förbundslandet Thüringen i Tyskland. Gehren var en stad fram till den 6 juli 2018 när den uppgick i Ilmenau. Gehren hade 3 782 invånare 2018.